# Jerome Young
Jerome Young (Clarendon (Jamaica), 14 augustus 1976) is een voormalige Amerikaanse sprinter, die was gespecialiseerd in de 400 m. Hij was olympisch kampioen, wereldkampioen en had het wereldrecord op de 4 x 400 m estafette in handen. Wegens twee dopinggevallen werd hij levenslang geschorst en werden hem onder meer zijn olympische medaille en zijn wereldtitels ontnomen. In augustus 2008 werd hem ook zijn wereldrecord op de 4 x 400 m estafette afgepakt wegens het gebruik van doping.

## Biografie

### Jeugd
Young is geboren in Jamaica en in 1995 genaturaliseerd tot Amerikaan. Hij groeide op in Hartford en studeerde aan de Wallace State JC (1997) en St. Augustine's. Een leraar vertelde hem, dat hij aan atletiek moest gaan doen. In 1995 liep hij als high school senior op de 400 m een record voor de staat Connecticut van 45,01 s.

### Wereldrecord
Op 22 juli 1998 verbeterde Young in Uniondale bij de Goodwill Games met het Amerikaanse team, bestaande uit Young, Antonio Pettigrew, Tyree Washington en Michael Johnson, het wereldrecord op de 4 x 400 m estafette in 2.54,20. Toen later bleek, dat niet alleen Antonio Pettigrew, maar ook Jerome Young de dopingregels had overtreden, werd het record door de IAAF uit de boeken geschrapt. De tijd van 2.54,29, die het Amerikaanse kwartet Andrew Valmon, Quincy Watts, Butch Reynolds en Michael Johnson in 1993 realiseerde, blijft dus te boek staan als wereldrecord.
Op de wereldkampioenschappen van 1999 in het Spaanse Sevilla werd hij op de 400 m vierde. Hij eindigde achter Michael Johnson (goud), Sanderlei Parrela (zilver) en Alejandro Cárdenas (brons). Aan het estafettenummer kon hij niet deelnemen wegens een blessure.

### Olympische Spelen en doping
Op de Olympische Spelen van 2000 in Sydney won Jerome Young een gouden medaille op de 4 x 400 m estafette. Later werd hem deze gouden medaille ontnomen door een uitspraak van het Hof van Arbitrage voor Sport in Lausanne toen bleek, dat hij voor de Spelen betrapt was op het gebruik van doping en volgens het dopingreglement niet had mogen starten. De andere drie lopers uit de estafetteploeg mochten van het Hof hun medaille wel houden. Young werd gedurende twee jaar geschorst en zijn prestaties tussen 26 juni 1999 tot 25 juni 2001 werden uit de boeken geschrapt.

### Wereldkampioen en opnieuw in de fout
In 2003 werd hij op de WK van 2003 in Parijs wereldkampioen op de 400 m. Hij versloeg hierbij met een tijd van 44,50 zijn landgenoot Tyree Washington (zilver) en de Fransman Marc Raquil (brons), die in 44,77 om 44,79 over de finish kwamen.
Op 23 juli 2004 ging Young opnieuw in de fout en werd positief getest op het gebruik van epo. Hij kreeg een levenslange schorsing, zijn resultaten vanaf de vorige schorsingsperiode werden hem ontnomen en zijn reputatie als sprinter was te gronde gericht.
Young werd na zijn actieve loopbaan sprinttrainer op de Millbrook High School in Raleigh. Hij ging daar ook speciaal onderwijs geven.

## Titels
- Amerikaans kampioen 400 m - 1998, 1999
- Wereldkampioen 400 m - 2003
- Wereldindoorkampioen 4 x 400 m - 2003

## Persoonlijke records
Outdoor
| Onderdeel | Prestatie | Datum        | Plaats       |
| --------- | --------- | ------------ | ------------ |
| 200 m     | 20,41 s   | 23 mei 1998  | Edwardsville |
| 400 m     | 44,09 s   | 21 juni 1998 | New Orleans  |

Indoor
| Onderdeel | Prestatie | Datum            | Plaats       |
| --------- | --------- | ---------------- | ------------ |
| 400 m     | 46,10 s   | 15 februari 2003 | Fayetteville |

## Palmares

### 400 m
Kampioenschappen
- 1995:  Pan-Amerikaanse juniorenkampioenschappen - 45,76 s
- 1997: 5e WK - 44,51 s
- 1998:  Grand Prix Finale - 44,96 s
- 1998:  Wereldbeker - 45,37 s
- 1998: 8e Goodwill Games - 45,36 s
- 1999: 4e WK - 44,36 s
- 2000: 4e Grand Prix Finale - 45,38 s
- 2003: DSQ WK
- 2003:  Wereldatletiekfinale - 45,04 s

Golden League-podiumplekken
- 1998:  Memorial Van Damme – 44,73 s
- 1998:  ISTAF – 45,18 s
- 2003:  Golden Gala – 44,71 s
- 2003:  ISTAF – 45,11 s

### 4 x 400 m estafette
- 1997:  WK - 2.56,47
- 1998:  Wereldbeker - 2.59,28
- 2000: DSQ OS (was goud)
- 2001: DSQ WK indoor
- 2003: DSQ WK indoor
- 2003: DSQ WK

1983 Bert Cameron ·
1987 Thomas Schönlebe ·
1991 Antonio Pettigrew ·
1993 Michael Johnson ·
1995 Michael Johnson ·
1997 Michael Johnson ·
1999 Michael Johnson ·
2001 Avard Moncur ·
2003 Jerome Young ·
2005 Jeremy Wariner ·
2007 Jeremy Wariner ·
2009 LaShawn Merritt ·
2011 Kirani James ·
2013 LaShawn Merritt ·
2015 Wayde van Niekerk ·
2017 Wayde van Niekerk ·
2019 Steven Gardiner ·
2022 Michael Norman ·
2023 Antonio Watson